# うらまれた女
うらまれた女（うらまれたおんな）とは、藤森千夜子によるレディースコミックの短編。

## 概要
キャッチコピーは「私の何が気に入らないの」。「書き込み殺人事件」とも呼ばれる。
「愛のセメント漬け」と並ぶ藤森千夜子の代表作であり、関連雑誌に幾度も再掲されている。近年のネット問題を取り上げた作品としても知られ、その反響は読者の間でも非常に強い。